# 권태원
권태원(權泰源, 1962년 8월 10일 ~ )은 대한민국의 배우이다. 1984년 연극배우로 첫 데뷔하였다.

## 학력
- 세종대학교 경영학과

## 출연작

### 영화
- 1990년 《우묵배미의 사랑》 ... 명치 역
- 1993년 《홍길동 대 터미네이터》
- 1993년 《그 섬에 가고 싶다》
- 1994년 《세상 밖으로》
- 1994년 《구미호》
- 1994년 《태백산맥》
- 1995년 《아름다운 청년 전태일》 ... 공장장 역
- 1997년 《초록 물고기》 ... 오 사장 역
- 1997년 《비트》 ... 철거반장 역
- 1997년 《나쁜 영화》 ... 빽차 마이크 짭새 역
- 1998년 《아름다운 시절》 ... 안씨 역
- 1999년 《태양은 없다》 ... 채무남 역
- 1999년 《송어》 ... 엽사 역
- 1999년 《텔 미 썸딩》 ... 채용훈 역
- 2000년 《춘향뎐》 ... 김번수 역
- 2001년 《소름》 ... 형사 1 역
- 2001년 《이것이 법이다》 ... 이 형사 역
- 2002년 《공공의 적》 ... 최 형사 역
- 2002년 《정글 쥬스》 ... 군산조직보스 역
- 2002년 《취화선》 ... 중개상 역
- 2002년 《광복절 특사》 ... 교도대장 역
- 2003년 《오! 브라더스》 ... 서장 역
- 2003년 《선택》 ... 송도영 역
- 2004년 《말죽거리 잔혹사》 ... 영어 선생님 역
- 2004년 《태극기 휘날리며》 ... 연대장 역
- 2004년 《그녀를 믿지 마세요》 ... 심사위원 1 역
- 2004년 《목포는 항구다》 ... 택시기사 1 역
- 2005년 《공공의 적 2》 ... 김상면 역
- 2005년 《그때 그사람들》 ... 식당 주방장 역
- 2005년 《혈의 누》 ... 선 부장 역
- 2005년 《나의 결혼 원정기》 ... 사장 역
- 2006년 《비열한 거리》 ... 박 검사 역
- 2006년 《한반도》 ... 국방장관 역
- 2006년 《예의없는 것들》 ... 국회의원 역
- 2006년 《타짜》 ... 호구 역
- 2007년 《우아한 세계》 ... 파출소장 역
- 2007년 《천년학》 ... 단장 역
- 2007년 《황진이》 ... 김 영감 역 (특별출연)
- 2007년 《화려한 휴가》 ... 최 준장 역
- 2008년 《서양골동양과자점 앤티크》 ... 허 반장 역
- 2008년 《슬리핑 뷰티》 ... 김씨 역
- 2008년 《달콤한 거짓말》 ... 예능국장 역
- 2008년 《쌍화점》 ... 조일문 역
- 2009년 《그림자 살인》 ... 경무국장 역
- 2009년 《로니를 찾아서》 ... 사내 2 역 (우정출연)
- 2009년 《전우치》 ... 왕 역
- 2011년 《달빛 길어올리기》 ... 권 사장 역
- 2012년 《범죄와의 전쟁: 나쁜놈들 전성시대》 ... 허 사장 역
- 2012년 《코리아》 ... 최 단장 역
- 2012년 《하울링》 ... 최달균 역
- 2012년 《타워》 ... 장 국장 역
- 2013년 《신세계》 ... 박 이사 역
- 2013년 《소원》 ... 반장 역
- 2014년 《신의 한수》 ... 호구사장 역 (특별출연)
- 2015년 《내부자들》 ... 장필우 후원회장 역
- 2016년 《봉이 김선달》 ... 우의정 역
- 2017년 《조작된 도시》 ... 추상덕 회장 역
- 2018년 《1급기밀》 ... 사단장 역 (우정출연)
- 2018년 《마녀》 ... 고 원장 역 (특별출연)
- 2018년 《그날의 기억》
- 2018년 《군산: 거위를 노래하다》 ... 윤영부 후배 역 (특별출연)
- 2020년 《개 같은 것들》 ... 약사 역

### 드라마
- 2000년 MBC 《시트콤 세 친구》 ... 윤다훈이 영업실장으로 있는 피트니스 센터의 트레이닝 코치 이정용의 고등학교 선배 역으로 단역
- 2003년 SBS 《왕의 여자》 ... 이순신 역
- 2005년 MBC 《신돈》 ... 반성 역
- 2005년 MBC 《제5공화국》 ... 문명진 검사 역
- 2007년 SBS 《외과의사 봉달희》 ... 동인병원 실장 역
- 2007년 SBS 《연개소문》 ... 왕세충&임아상 역
- 2007년 SBS 《완벽한 이웃을 만나는 법》 ... 형사반장 역
- 2007년 MBC 《태왕 사신기》 ... 순노부 수장 역
- 2008년 MBC 《스포트라이트》
- 2008년 KBS2 《최강칠우》 ... 이민박 역
- 2008년 SBS 《바람의 화원》
- 2008년 KBS2 《바람의 나라》 ... 대가 역
- 2008년 SBS 《타짜》 ... 불곰 역
- 2009년 MBC 《신데렐라 맨》 ... 박 사장 역
- 2009년 KBS2 《솔약국집 아들들》 ... 오디션 심사위원 역
- 2009년 SBS 《드림》
- 2009년 MBC 《선덕여왕》 ... 당 사신 소제열 역
- 2010년 KBS1 《거상 김만덕》
- 2010년 SBS 《자이언트》 ... 하도급업체 사장 역
- 2010년 SBS 《대물》 ... 유명선 의원 역
- 2011년 KBS2 《공주의 남자》 ... 민신 역
- 2011년 SBS 《뿌리깊은 나무》 ... 최만리 역
- 2011년 MBC 《빛과 그림자》 ... 한지평 역
- 2012년 MBC 《무신》 ... 박서 역
- 2012년 SBS 《유령》 ... 남상원 역
- 2012년 KBS2 《각시탈》 ... 최명섭 역
- 2012년 MBC 《마의》 ... 김자점 역
- 2012년 SBS 《너라서 좋아》
- 2013년 SBS 《황금의 제국》 ... 정병국 역
- 2013년 SBS 《결혼의 여신》 ... 검찰총장 역
- 2013년~2014년 MBC《기황후》 ... 충숙왕 역
- 2013년~2014년 SBS 《별에서 온 그대》 ... 이재경 측 변호사 역
- 2014년 KBS1 《정도전》 ... 안사기 역
- 2015년 KBS2 《왕의 얼굴》 ... 이여송 역
- 2015년 MBC 《화정》 ... 명나라 사신 역
- 2015년 JTBC 《라스트》
- 2015년 SBS 《용팔이》 ... 보안팀장 역
- 2015년 KBS2 《어셈블리》 ... 주철순 역
- 2016년 OCN 《38사기동대》 ... 노덕기 역
- 2017년 tvN 《명불허전》 ... 민 회장 역 (특별출연)
- 2017년 JTBC 《언터처블》 ... 검찰총장 역
- 2018년 SBS 《운명과 분노》 ... 차동규 역
- 2018년 MBC 《나쁜 형사》
- 2019년 SBS 《빅이슈》 ... 강동식 역
- 2021년 tvN 《빈센조》 ... 태종구 역
- 2022년 디즈니+ 《형사록》 ... 시의원 역
- 2023년 SBS 《법쩐》 ... 백인수 역
- 2023년 채널A 《가면의 여왕》 ... 기윤철 역
- 2023년 MBC 《연인》 … 김류 역
- 2024년 SBS 《열혈사제 Part Ⅱ》 … 안광기 역